# Saint-Lanne
Saint-Lanne é uma comuna francesa na região administrativa de Occitânia, no departamento dos Altos Pirenéus. Estende-se por uma área de 13,1 km². Em 2010 a comuna tinha 136 habitantes (densidade: 10,4 hab./km²).